# Maria Dalle Donne
Maria Dalle Donne (ur. w 1778, zm. w 1842) - włoska lekarka.
Niewiele informacji zachowało się o Marii Dalle Donne, a była jedną z pierwszych lekarek i pionierką kształcenia kobiet do pracy w służbie zdrowia. 
Pochodziła z niezamożnej rodziny, jednak dzięki wyjątkowym zdolnościom do nauki w 1804 ukończyła medycynę i filozofię na Uniwersytecie Bolońskim, następnie otrzymała stanowisko dyrektorki szkoły położnych w Bolonii. Pozostała na tym stanowisku przez ponad 40 lat (mimo wielu intryg w celu pozbawienia jej tej funkcji) i wykształciła wiele kobiet.
Napoleon powierzył jej nowo utworzoną katedrę położnictwa na Uniwersytecie Bolońskim.